# Брама Іштар
32°32′36″ пн. ш. 44°25′20″ сх. д. / 32.543333° пн. ш. 44.422222° сх. д.
Брама Ішта́р — пам'ятка архітектури давнього Вавилону, восьма брама внутрішнього міста, що була побудована в 575 р. до н. е. за наказом царя Навуходоносора II в північній частині міста. Браму присвячено богині Іштар, за конструкцією є напівкруглою аркою з цегли, цегла, у свою чергу, покрита блакитною, жовтою, білою і чорною поливою. Стіни брами і збережені фрагменти стін Вулиці Процесій, яка знаходилася перед ними, прикрашені барельєфами і орнаментами.
Зруйновану браму реконструйовано в 1930-х роках у Пергамському музеї в Берліні з матеріалу, знайденого археологом Робертом Кольдевеєм. Фрагменти брами та Вулиці Процесій зберігаються в різних музеях світу.

## Архітектура
Брама Іштар була однією з дев'яти брам міста, крізь них проходила Вулиця Процесій, яка вела до храму верховного бога Мардука. Мала двоє воріт з напівкруглими арками: внутрішні заввишки близько 11,5 м, вдвічі більші за зовнішні. Споруду покривала цегла в блакитній, жовтій та білій поливі. Її прикрашали зображеннями биків, левів і фантастичних істот сіррушів. Браму покривав дах із кедра та бронзи. До брами примикали стіни вулиці заввишки 15,2 м, які прикрашали понад 120 барельєфів левів, квітів і лінійний орнамент. Дорога перед нею мала центральну жовту смугу та червоні бічні.

## Напис

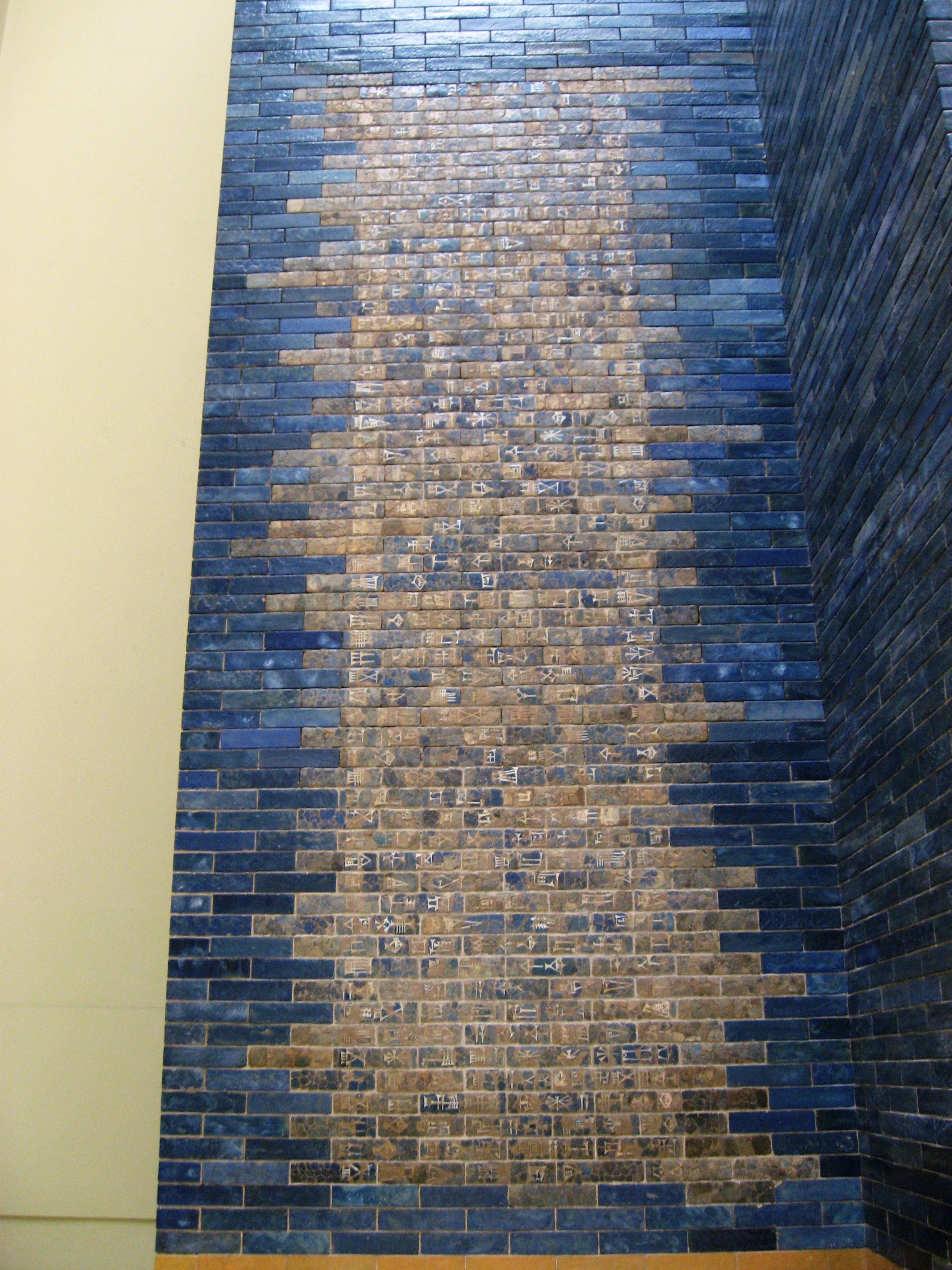
Клинопис зліва від проходу воріт

Напис на брамі Іштар написано Аккадським клинописом білим кольором по блакитній глазурі, і містив пояснення Навуходоносора про функцію брами. Напис займає 15 метрів у висоту і 10 метрів в ширину і складається з 60 рядків. Його нанесли приблизно в час будівництва брами, близько 605–562 до н.е.
«Навуходоносор, цар вавилонський, благочестивий володар, що править з волі і благословення Мардука, верховний жрець, улюбленець Набу, розсудливий мислитель, що вивчив превелику мудрість, пізнав їхню (Мардука й Набу) божественну сутність і шанує їхню величність, невтомний правитель, що завжди сердечно дбає про поклоніння в Есагілі та Езіді, й постійно піклується про добробут Вавилону та Борсіппи, мудрий, вдумливий, хранитель Есагіли та Езіди, перший син Набополассара — це я.
Обоє воріт (стін міста) Імгур-Елліл та Неметті-Елліл після заповнення вулиць Вавилона стали все нижчими. (Тому,) я зніс ці ворота і заклав фундаменти на рівні води, і збудував їх з цегли з голубим каменем на якому зображені пречудові бики і дракони. Я покрив їх дахи висадивши вздовж величні кедри. Я встановив в кожному проході двері з кедрового дерева оздоблені бронзою. Я помістив диких биків і лютих драконів навколо проходів щоб людство могло їх вражено споглядати.

Я дозволив збудувати храм Есіскурсіскура, найвищого дому святкування Мардука, володаря богів, місце радості і торжества для більших і менших божеств, твердим, як гора, на околицях Вавилону, з асфальту і випаленої цегли»

## Історія
Браму спорудили за наказом царя Навуходоносора II в 575 році до н. е. з цегли, покритої блакитною поливою. Вулицею процесій крізь Браму Іштар на Новий рік проносилися статуї богів. До III століття до н. е. споруда вважалася одним із Семи чудес світу, поки її не замінив Александрійський маяк.
Німецькі археологи почали розкопки Вавилона в 1899 році, але Роберт Кольдевей ще в 1887 знаходив на його території шматки емальованої цегли, які вважав фрагментами міських мурів. Із 1902 по 1914 при розкопках виявили 14-ти метрову основу брами, розкопали залишки Брами Іштар та Вулицю Процесій, що використовувалась для парадів. Визначити дату будівництва споруди дозволив напис, вирізьблений на вапняку:
«Я, Навуходоносор, заклав фундамент брами на рівні ґрунтових вод і побудував її з чистого синього каменю, на стінах внутрішньої сторони брами — бики та дракони, я їх вишукано прикрасив розкішним блиском, щоби все людство з трепетом їх оглядало».
З початком Першої світової війни розкопки було припинено, а згодом покинуто через політичну ситуацію. Частину знахідок вдалося вивезти до музеїв Європи, зокрема до Берліна. Основна частина фрагментів Брами Іштар опинилася в Пергамському музеї, де споруду було реконструйовано в 1930 році.
В 1980-х Саддам Хусейн вирішив побудувати на стародавніх фундаментах Вавилону репліку Брами Іштар, але на іншому місці, біля входу в музей Багдаду. Вона була меншою і оздобленою бідніше за оригінал. В 2003—2004 роках американські та польські війська зайняли територію будівництва і розкопок. Вони виявили, що значна частина архітектурних пам'яток непоправно пошкоджена. Крім того розкопки було пошкоджено військами НАТО через використання важкої техніки і риття окопів.

## Галерея

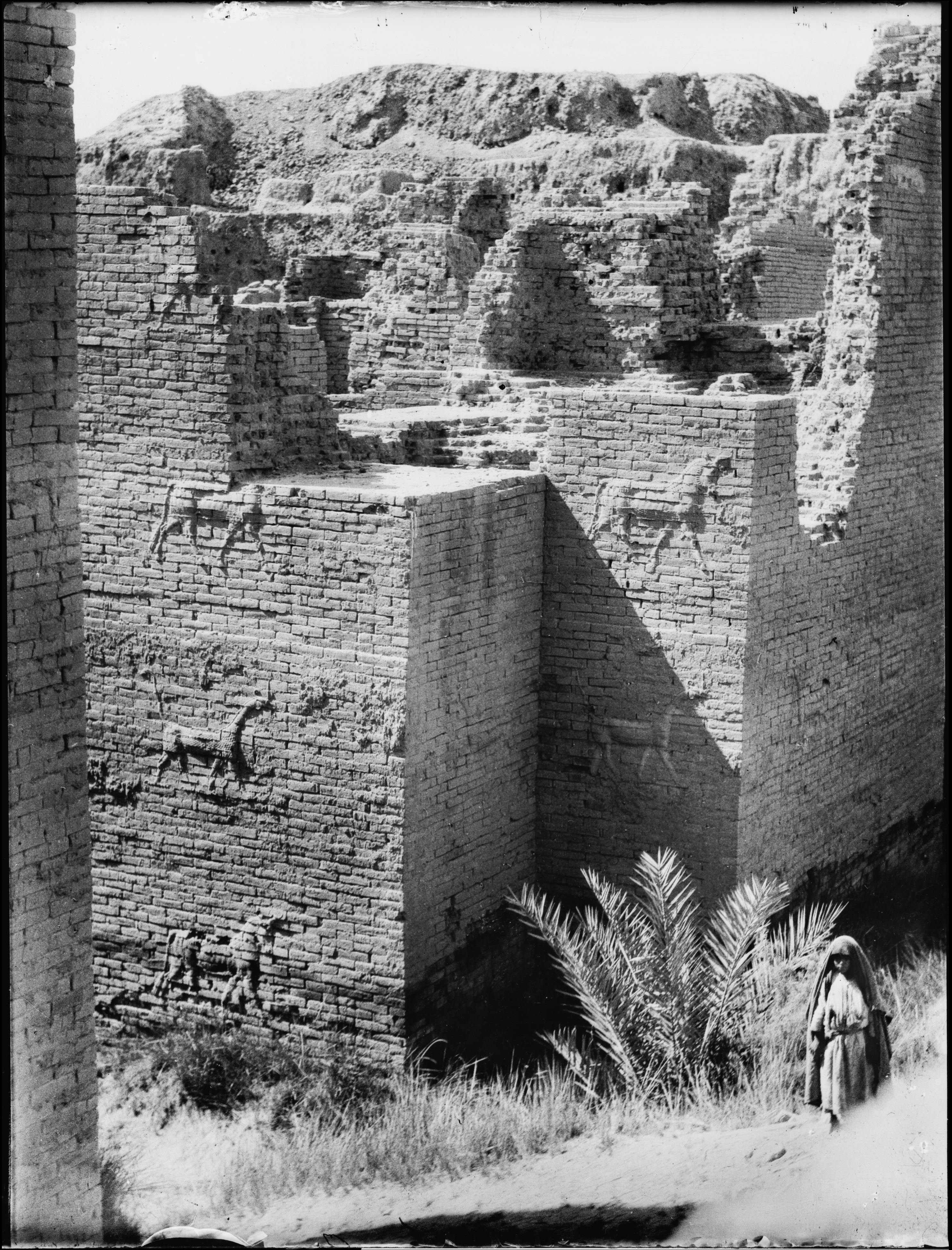
Залишки Брами Іштар на розкопках в 1932 році
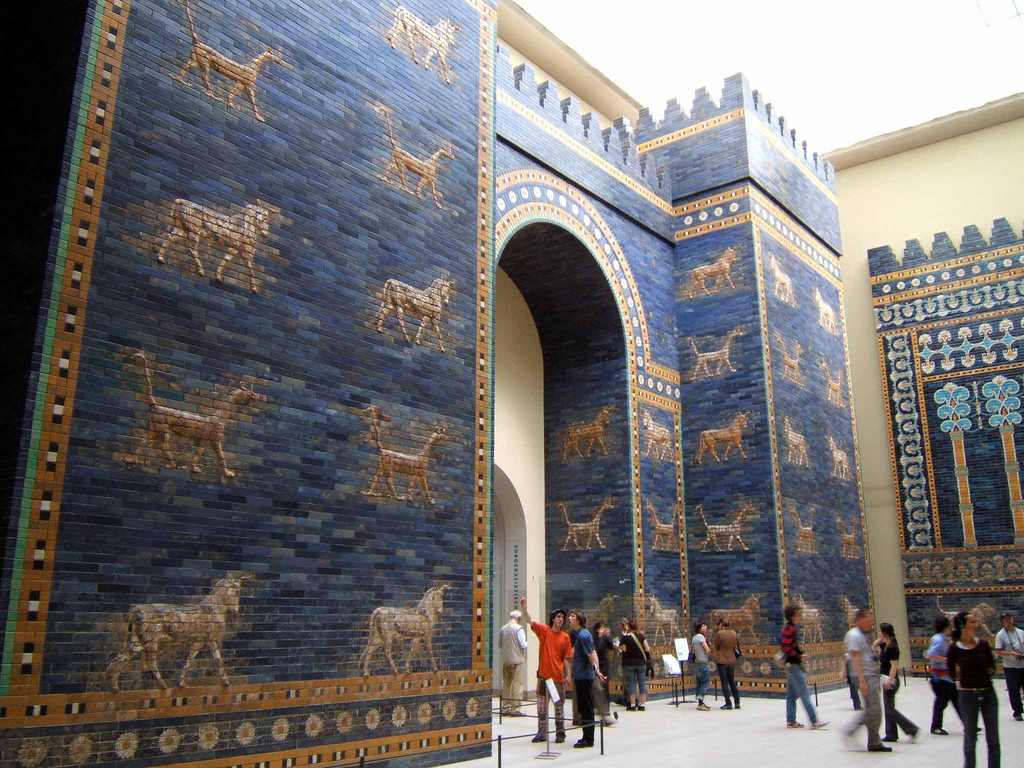
Реконструйована Брама Іштар у Берліні
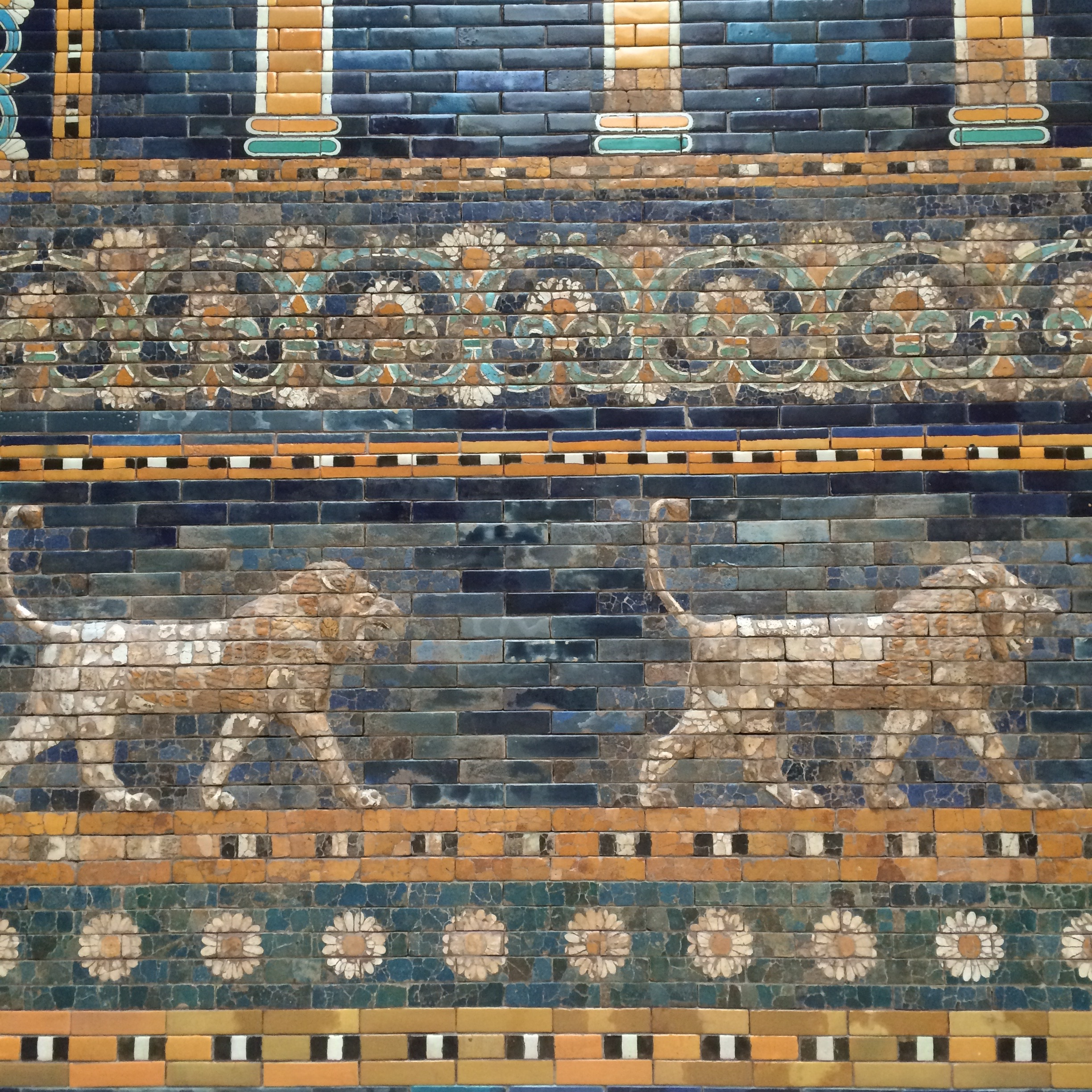
Фрагмент реконструйованої брами з барельєфами і орнаментами
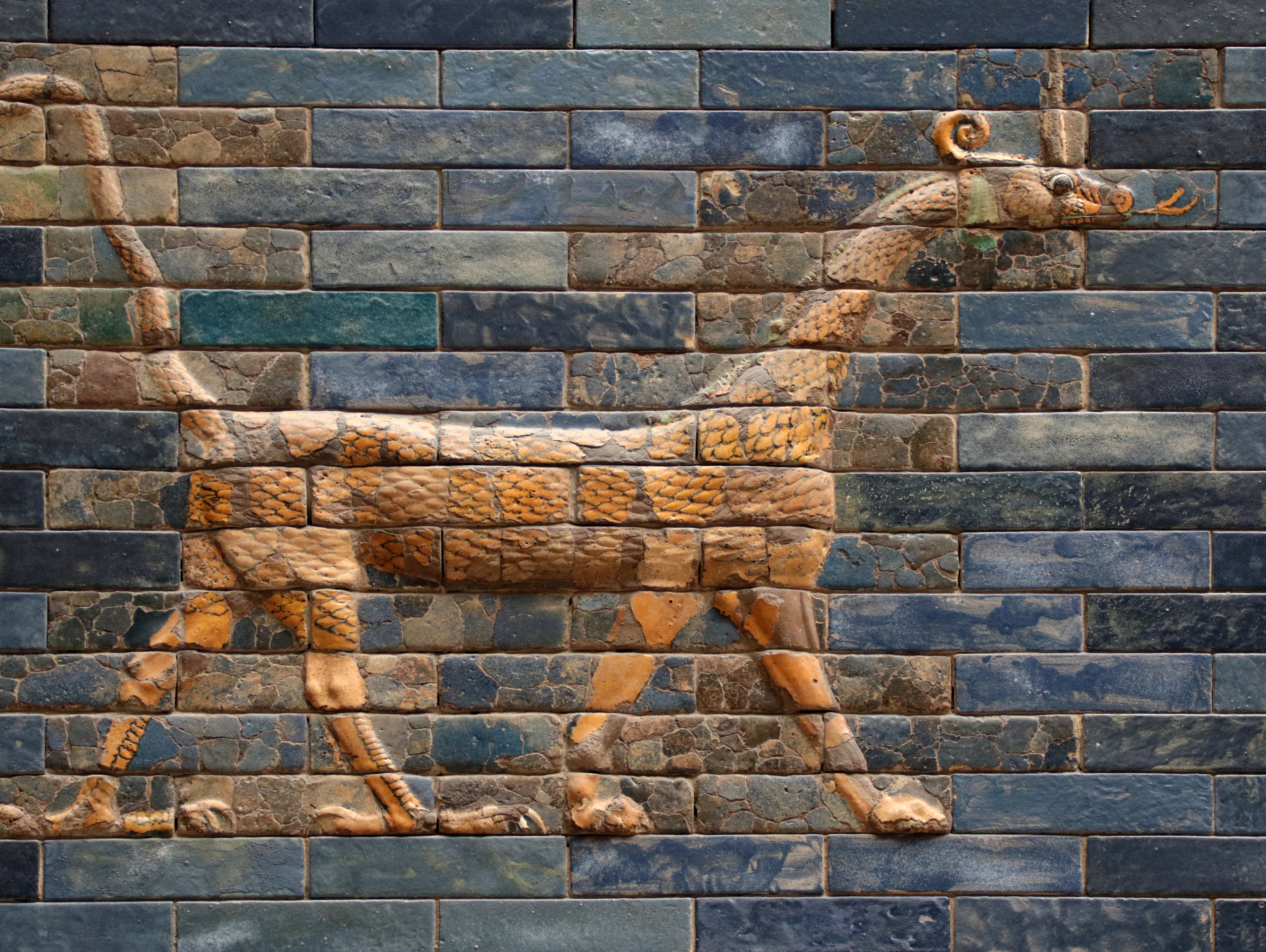
Барельєф дракона на Брамі
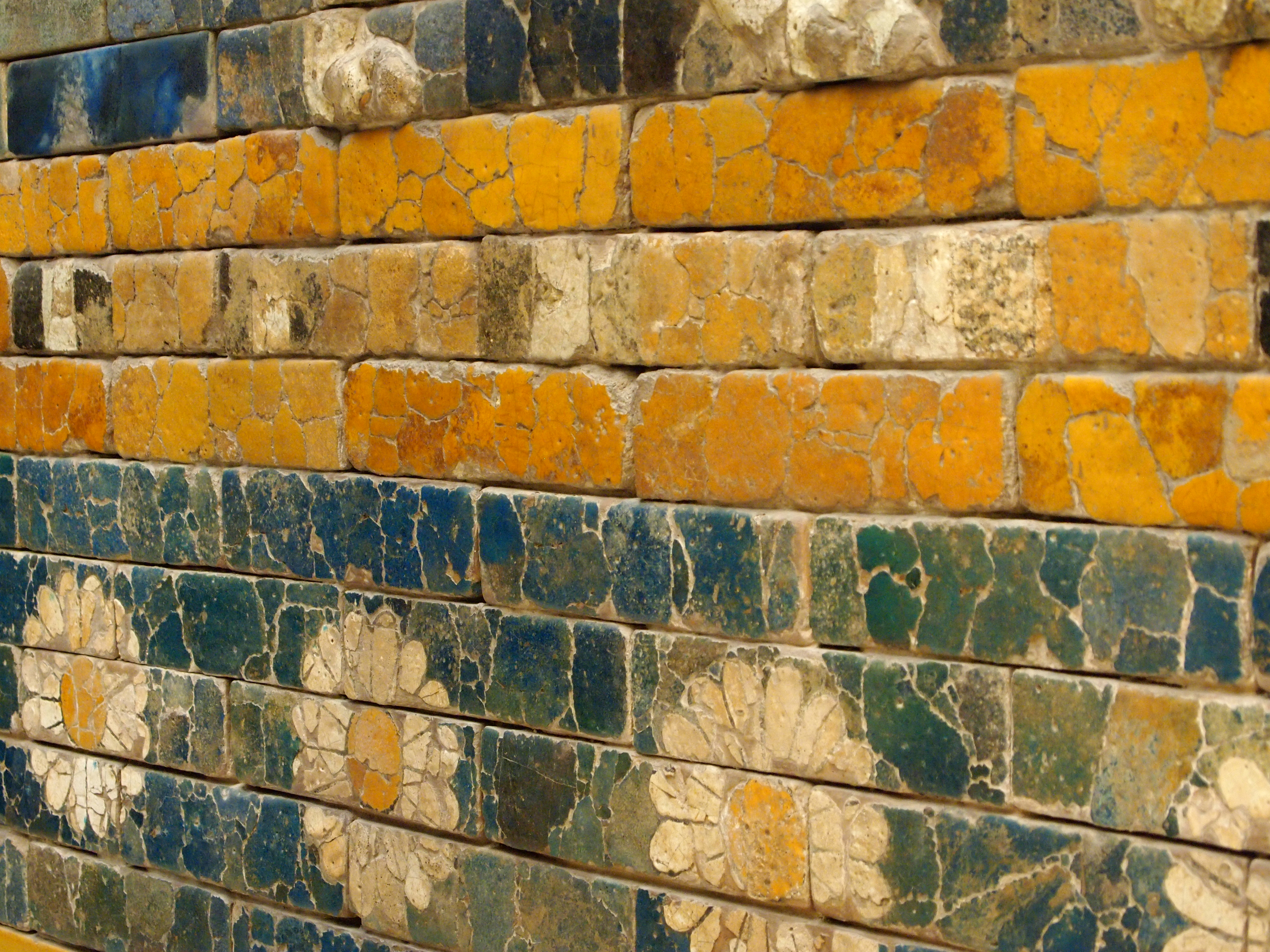
Рослинні орнаменти на глазурованій цеглі
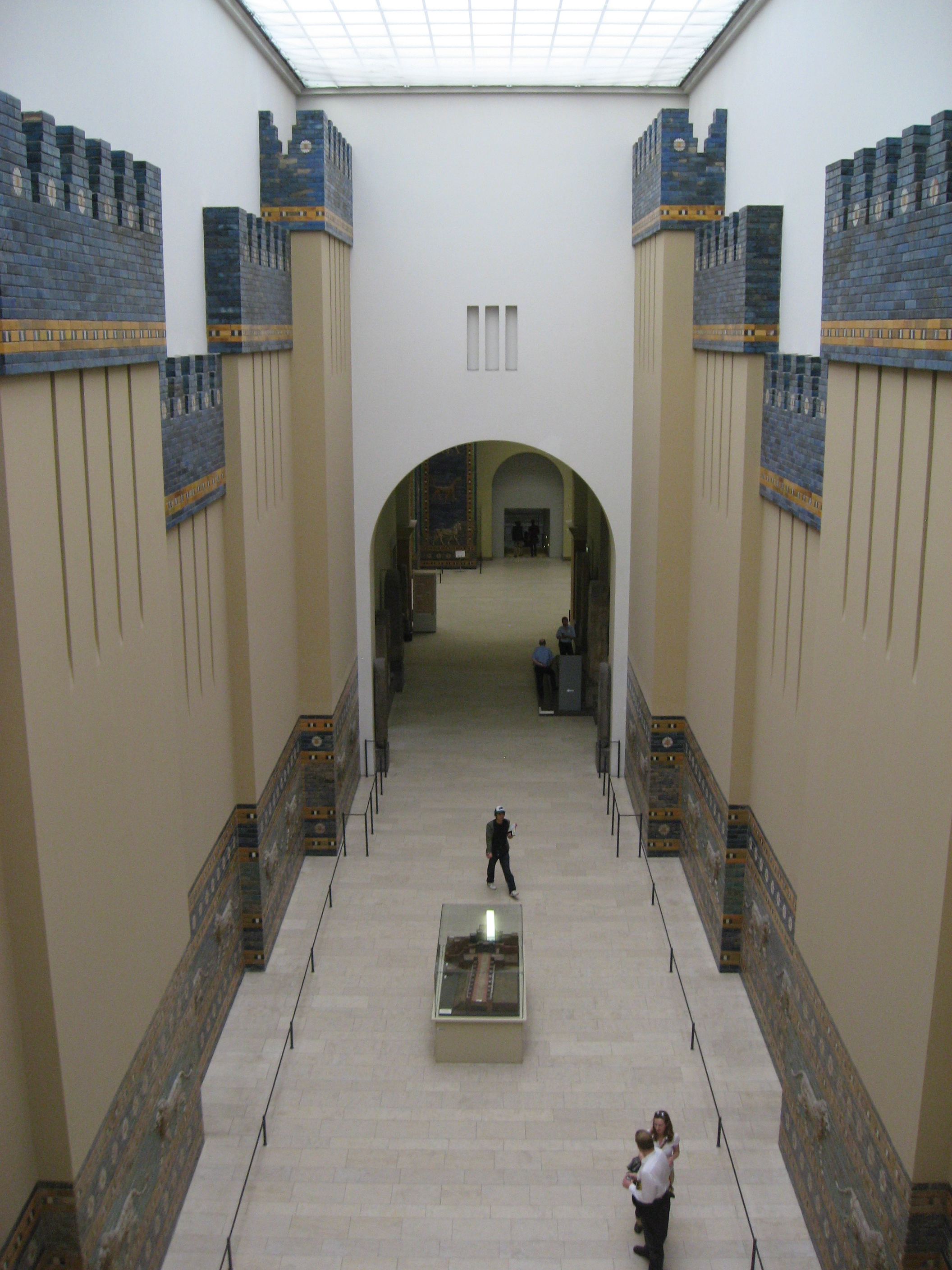
Реконструйовані частини Вулиці Процесій
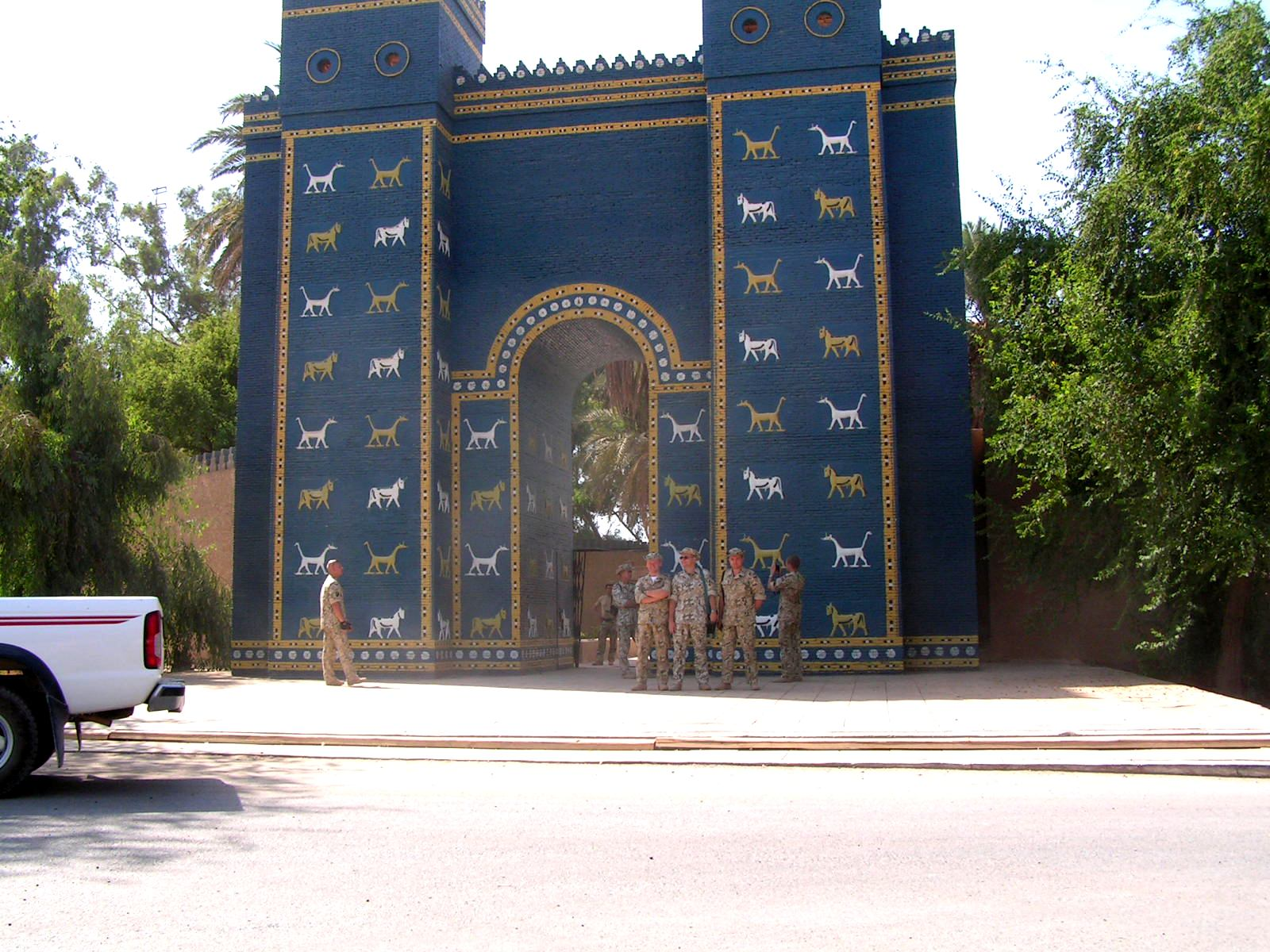
Репліка Брами, створена за Саддама Хусейна